# Соблазняющий разум
Соблазняющий разум. Как выбор сексуального партнера повлиял на эволюцию человеческой природы (англ. The Mating Mind How Sexual Choice Shaped the Evolution of Human Nature) — научно-популярная книга Джеффри Миллера, изданная в 2000 году на английском языке в издательстве Anchor Books, посвящена вопросам происхождения умственных способностей человека в ходе полового отбора. На русский язык была переведена и издана в 2020 году.

## Содержание
Автором книги является американский эволюционный психолог Джеффри Миллер получивший в 2008 году Шнобелевскую премию за работу, в которой показал, что танцовщицы получают больше чаевых в период овуляции.
В своей книги Миллер пытается показать бурно развивающуюся, но противоречивую область эволюционной психологии. Он пытается объяснить человеческие чувства и поведение как последствия естественного отбора, используя правдоподобные аналогии из царства животных, чтобы показать, почему люди способны наслаждаться музыкой или почему мужчины гораздо чаще чем женщины совершают жестокие преступления.
Миллер утверждает, что большая часть человеческого характера и культуры возникла по той же причине, по которой у павлинов красивые хвосты: то есть в целях спаривания. У павлина, который может найти себе пищу и не быть съеденным, несмотря на такой огромный придаток, должны быть очень хорошие гены; демонстрируя свой хвост, павлин, таким образом, демонстрирует свой потенциал быть хорошей парой.
Миллер рассматривает несколько видов полового отбора. "Романтическое" поведение, такое как создание сложных произведений искусства, не помогло бы предкам человека найти больше пищи или избежать хищников. Однако оно могло помочь протомужчинам продемонстрировать свою пригодность для тех протоженщин, с которыми они хотели спариваться, и наоборот.
Согласно мнению автора, людям нравится демонстрировать свои большие словари в своих библиотеках, по крайней мере, отчасти потому, что наши предки искали именно умных партнеров.
В книге Миллера также рассматриваются параллели с царством животных и последние теоретические аргументы о половом отборе. Однако, как и большинство популярных эволюционных психологов, Миллер не всегда проводит различие между правдоподобной историей и научно проверяемой гипотезой, и  некоторые из его аргументов кажутся завуалированно круговыми или корыстными. Но не смотря на эти изъяны, Миллер приводит внятные и запоминающиеся аргументы в пользу роли полового отбора в определении поведения человека.